# Оффенхаузен (Средняя Франкония)
Оффенхаузен (нем. Offenhausen) — община  в Германии, в Республике Бавария.
Подчиняется административному округу Средняя Франкония. Входит в состав района Нюрнберг. Подчиняется управлению Хенфенфельд. Население составляет 1566 человек (на 31 декабря 2010 года). Занимает площадь 22,50 км². Региональный шифр — 09 5 74 145. Местные регистрационные номера транспортных средств (коды автомобильных номеров) (нем. Kraftfahrzeugkennzeichen) — LAU Архивная копия от 20 августа 2016 на Wayback Machine.
Община подразделяется на 14 сельских округов.

## Население
По оценке на 31 декабря 2015 года население общины составляет 1544 чел.
| Дата      | 1840 | 1871 | 1900 | 1925 | 1939 | 1950 | 1961 | 1970 | 1987 | 2011 |
| --------- | ---- | ---- | ---- | ---- | ---- | ---- | ---- | ---- | ---- | ---- |
| Население | 1283 | 1547 | 1472 | 1294 | 1155 | 1537 | 1292 | 1314 | 1348 | 1565 |

| Год       | 1960 | 1970 | 1980 | 1990 | 2000 | 2009 | 2010 | 2011 | 2012 | 2013 | 2014 | 2015 |
| --------- | ---- | ---- | ---- | ---- | ---- | ---- | ---- | ---- | ---- | ---- | ---- | ---- |
| Население | 1280 | 1294 | 1349 | 1393 | 1603 | 1581 | 1566 | 1567 | 1551 | 1556 | 1549 | 1544 |